# Адміністративний устрій Лугинського району
Головна стаття — Лугинський район
Адміністративний устрій Лугинського району — адміністративно-територіальний поділ Лугинського району Житомирської області на 1 селищну громаду та 4 сільські ради (до 2017 р. — на 2 селищні та 16 сільських рад), які об'єднують 49 населених пунктів та підпорядковані Лугинській районній раді. Адміністративний центр — смт Лугини.

## Список громад Лугинського району
| № | Назва                     | Центр      | Населені пункти | Площа км² | Місце за площею | Населення (2001), чол. | Місце за населенням |
| - | ------------------------- | ---------- | --- | --------- | --------------- | ---------------------- | ------------------- |
| 1 | Лугинська селищна громада | смт Лугини | с. Березовий Груд с. Бобричі с. Будо-Літки с. Великий Дивлин с. Вербівка с. Волошине с. Глухова с. Жеревці с. Запілля с. Зарічка с. Іванівка с. Калинівка с. Кам'яна Гірка с. Красносілка с. Красностав с. Кремне с. Крупчатка с. Леонівка смт Лугини с. Лугинки с. Малий Дивлин с. Миколаївка смт Миролюбів с. Нова Рудня с. Нові Новаки с. Новосілка с. Остапи с. Підостапи с. Путиловичі с. Радогоща с. Рудня-Жеревці с. Станційне с. Старі Новаки с. Старосілля с. Степанівка с. Теснівка с. Топільня с. Червона Волока |           |                 |                        |                     |

## Список рад Лугинського району
| № | Назва                      | Центр      | Населені пункти                     | Площа км² | Місце за площею | Населення (2001), чол. | Місце за населенням |
| - | -------------------------- | ---------- | ----------------------------------- | --------- | --------------- | ---------------------- | ------------------- |
| 1 | Бовсунівська сільська рада | с. Бовсуни | с. Бовсуни с. Діброва с. Солов'ї    |           |                 |                        |                     |
| 2 | Липниківська сільська рада | с. Липники | с. Липники с. Малахівка с. Осни     |           |                 |                        |                     |
| 3 | Літківська сільська рада   | с. Літки   | с. Великий Ліс с. Літки             |           |                 |                        |                     |
| 4 | Повчанська сільська рада   | с. Повч    | с. Буда с. Повч с. Рудня-Повчанська |           |                 |                        |                     |

## Список рад Лугинського району до реформи(до 2017 року)
| №  | Назва                          | Центр             | Населені пункти                                            | Площа км² | Місце за площею | Населення (2001), чол. | Місце за населенням |
| -- | ------------------------------ | ----------------- | ---------------------------------------------------------- | --------- | --------------- | ---------------------- | ------------------- |
| 1  | Миролюбівська селищна рада     | смт Миролюбів     | смт Миролюбів                                              |           |                 |                        |                     |
| 2  | Лугинська селищна рада         | смт Лугини        | смт Лугини с. Глухова с. Крупчатка с. Лугинки с. Станційне |           |                 |                        |                     |
| 3  | Бовсунівська сільська рада     | с. Бовсуни        | с. Бовсуни с. Діброва с. Солов'ї                           |           |                 |                        |                     |
| 4  | Будо-Літківська сільська рада  | с. Будо-Літки     | с. Будо-Літки с. Березовий Груд с. Радогоща                |           |                 |                        |                     |
| 5  | Великодивлинська сільська рада | с. Великий Дивлин | с. Великий Дивлин с. Вербівка с. Іванівка с. Малий Дивлин  |           |                 |                        |                     |
| 6  | Жеревецька сільська рада       | с. Жеревці        | с. Жеревці с. Запілля с. Зарічка с. Рудня-Жеревці          |           |                 |                        |                     |
| 7  | Калинівська сільська рада      | с. Калинівка      | с. Калинівка с. Підостапи                                  |           |                 |                        |                     |
| 8  | Красноставська сільська рада   | с. Красностав     | с. Красностав с. Теснівка                                  |           |                 |                        |                     |
| 9  | Кремненська сільська рада      | с. Кремне         | с. Кремне с. Леонівка                                      |           |                 |                        |                     |
| 10 | Липниківська сільська рада     | с. Липники        | с. Липники с. Малахівка с. Осни                            |           |                 |                        |                     |
| 11 | Літківська сільська рада       | с. Літки          | с. Літки с. Великий Ліс                                    |           |                 |                        |                     |
| 12 | Остапівська сільська рада      | с. Остапи         | с. Остапи с. Кам'яна Гірка                                 |           |                 |                        |                     |
| 13 | Повчанська сільська рада       | с. Повч           | с. Повч с. Буда с. Рудня-Повчанська                        |           |                 |                        |                     |
| 14 | Путиловицька сільська рада     | с. Путиловичі     | с. Путиловичі                                              |           |                 |                        |                     |
| 15 | Старосільська сільська рада    | с. Старосілля     | с. Старосілля с. Нова Рудня с. Нові Новаки с. Новосілка    |           |                 |                        |                     |
| 16 | Степанівська сільська рада     | с. Степанівка     | с. Степанівка с. Старі Новаки                              |           |                 |                        |                     |
| 17 | Топільнянська сільська рада    | с. Топільня       | с. Топільня с. Миколаївка                                  |           |                 |                        |                     |
| 18 | Червоноволоцька сільська рада  | с. Червона Волока | с. Червона Волока с. Бобричі с. Волошине с. Красносілка    |           |                 |                        |                     |

* Примітки: смт — селище міського типу, с. — село

## Історія
Утворений 7 березня 1923 року в складі Коростенської округи Волинської губернії з Бобрицької, Бовсунівської, Воняйківської, Колоцької, Колцько-Кривотинської, Літківської, Лугинської, Остапівської, Путиловицької, Радогощанської, Солов'ївської, Степанівської сільських рад Лугинської волості та Веледниківської, Великохайчанської, Збраньківської, Красилівської, Липниківської, Норинської, Повчанської, Прибитківської сільських рад Норинської волості Коростенського повіту.
25 січня 1926 року до складу району включено Велико-Дивлинську, Жеревецьку, Малодивлинську та Червоноволоцьку сільські ради Олевського району, передано до складу Овруцького району Бондарівську, Великохайчанську та Збраньківську сільські ради, до Словечанського — Велідницьку, Красилівську та Прибитківську сільські ради, 5 лютого 1933 року — до складу Ємільчинського району — Колцько-Кривотинську сільську раду.
В складі району утворено: 8 вересня 1925 року — Березово-Грудську, Охотівську, Руднє-Вигранську, 21 жовтня 1925 року — Бондарівську, 25 січня 1926 року — Бобрицьку (німецьку), в 1936 році — Топільнянську та Старомакаківську сільські ради.
В 1941-43 роках територія району входила до гебітскомісаріату Коростень Генеральної округи Житомир та складалася з Будо-Літківської, Велико-Ліської, Волошківської, Гамарнє-Повчанської, Глухівської, Дібровської, Запіллянської, Зарічківської, Камяногірської, Кремянської, Колоно-Іванівської, Станційно-Лугинської, Лугинківської, Леонівської, Малахівської, Мощаницької, Новаківської Нової, Новаківської Старої, Новомакаківської, Осницької, Підостапівської, Повчанківської, Руднє-Жеревецької, Руднє-Злотинської, Руднє-Макаківської, Руднянської, Старожеревської, Теснівської, Чапаївської та Шеметицької сільських управ.
5 квітня 1951 року ліквідовано Руднє-Вигранську сільську раду, 11 серпня 1954 року ліквідовано Березовогрудську, Красносільську, Лугинківську, Лугинську Другу, Лугинську Першу, Малодивлинську, Староноваківську, Радогощанську сільські ради, 5 березня 1959 року ліквідовано Бобрицьку та Солов'ївську сільські ради.
30 грудня 1962 року район ліквідований, сільські ради передано до складу Олевського району.
Відновлений 8 грудня 1966 року у складі Великодивлинської, Жеревецької, Калинівської, Крем'янської, Липниківської, Лугинської, Путиловицької, Старосільської, Степанівської, Топільнянської, Червоноволоцької сільських рад Олевського району, Бовсунівської, Будо-Літківської, Літківської, Остапівської сільських рад Коростенського району та Повчанської сільської ради Овруцького району.
29 травня 1967 року Лугинську сільську раду реорганізовано в селищну раду, 25 серпня 1980 року в складі району утворено Жовтневу селищну раду.
До початку адміністративно-територіальної реформи в Україні (станом на початок 2015 року) до складу району входили 2 селищні та 16 сільських рад.
9 серпня 2016 року в складі району було утворено Лугинську селищну громаду, внаслідок об'єднання до складу котрої припинили існування: 30 грудня 2016 року — Лугинська селищна та Будо-Літківська, Калинівська, Красноставська, Остапівська сільські ради, 9 червня 2017 року — Миролюбівська селищна та Великодивлинська, Жеревецька, Кремненська, Топільнянська сільські ради, в жовтні 2017 року — Путиловицька, Старосільська, Степанівська та Червоноволоцька сільські ради Лугинського району.
На час ліквідації району, відповідно до Постанови Верховної Ради України від 17 липня 2020 року, до його складу входили селищна територіальна громада та 4 сільські ради.